# Salanjama
Salanjama, auch Dzalanyama oder Dzala-Nyama-Kette, ist eine Bergkette südwestlich von Lilongwe im Grenzgebiet von Malawi und Mosambik. Es ist das Quellgebiet der beiden Flüsse Lilongwe und Linthipe sowie zugleich ein Teil der Wasserscheide zwischen den Einzugsgebieten des Malawisees und des Sambesi.
Das Dzalanyama Forest Reserve, das ehemalige und 1922 deklarierte Angonia Heritage Game Reserve, dient der Bewahrung des natürlichen Waldbestandes und zum Schutz des Einzugsgebiets vom Lilongwe River, der für die Wasserversorgung der gleichnamigen Stadt große Bedeutung besitzt. Als typische Laubvegetation finden sich in den Bergen Brachystegia-Arten neben ausgedehnten Graslandschaften. Das Schutzgebiet mit einer Fläche von 98.934 Hektar  erstreckt sich über die malawischen Verwaltungsdistrikte Dedza, Lilongwe und Mchinji. Ein kleiner Bereich, etwa 5 % der Reservatsfläche, wird forstwirtschaftlich genutzt. In Plantagen gibt es Eukalyptus- und Kiefernanpflanzungen. Ornithologen haben hier etwa 290 Vogelarten beobachtet. Hier gibt es jährliche Niederschlagsmengen zwischen  800 und 1200 mm. Die Regierung Malawis sieht in den Naturschätzen der Region zudem touristische Potenziale, die als noch entwicklungsfähig eingeschätzt werden.